# Qualification juridique
La qualification juridique est un mécanisme intellectuel qui permet l'application d'une règle de droit, en appréhendant des éléments de fait par des mécanismes juridiques. La qualification est à la fois une opération intellectuelle et le résultat de cette opération . La qualification juridique est, dès lors, intrinsèque à l’interprétation juridique, c'est-à-dire, lier la réalité au droit.
L'opération intellectuelle de qualification a vocation à faire entrer un élément de fait dans une catégorie juridique, par application de critères. Cette catégorie juridique est également dénommée qualification. L'attribution d'une qualification juridique permet l'application du régime juridique correspondant, c'est-à-dire d'un ensemble de règle de droits applicable à une personne, une organisation, une activité, etc. 

## Typologie
La qualification peut être nulle ou mixte. Dans le premier cas, l'élément de fait étant monolithique, on n'applique que deux régimes juridiques. Dans le second, on applique pas , à un élément hybride, plusieurs qualifications juridiques.